# の・ようなもの のようなもの
『の・ようなもの のようなもの』は、2015年の日本映画。
森田芳光監督の劇場デビュー作『の・ようなもの』の35年後を描く完全オリジナルストーリー。第28回東京国際映画祭・パノラマ部門出品作品。

## あらすじ
東京、谷中。30歳で脱サラ、落語家になるものの、いまだ前座の出船亭志ん田（松山ケンイチ）。師匠、志ん米（尾藤イサオ）の自宅に住み込み修行中だが、「小学生が国語の教科書を読んでいる」ような落語で、全然パッとしない。同居している師匠の娘、夕美（北川景子）に秘かな想いを寄せているが、彼女にはいつもイジられっぱなし。
ある日、志ん田は志ん米から、以前この一門にいた兄弟子の志ん魚（伊藤克信）を探し出すよう命じられる。志ん米の師匠、志ん扇の十三回忌一門会に、スポンサーである斉藤後援会長（三田佳子）のご機嫌とりのため、彼女お気に入りの志ん魚を復帰させようという魂胆。
すったもんだの挙句、夕美と張り込んだ墓地で見つけ出した志ん魚は、落語とは無縁の生活を送る55歳の男になっていた。志ん扇が亡くなってから、もう二度と落語はやらないと誓っていた志ん魚の頑な心を動かすべく、志ん米の命令で志ん田は志ん魚と男2人のおかしな共同生活を始めることに。

## キャスト
- 松山ケンイチ：出船亭志ん田（でふねていしんでん）
- 北川景子：夕美
- 伊藤克信：出船亭志ん魚（でふねていしんとと）
- 尾藤イサオ：出船亭志ん米（でふねていしんこめ）
- でんでん：出船亭志ん水（でふねていしんすい）
- 野村宏伸：出船亭志ん麦（でふねていしんむぎ）
- 戸谷公人：出船亭志ん茸（でふねていしんたけ）
- 小林まさひろ：（元）出船亭志ん肉[2]
- 大野貴保：（元）出船亭志ん菜[2]
- 鈴木亮平：蕎麦屋の出前
- ピエール瀧：渡辺孝太郎
- 佐々木蔵之介：みやげ物屋の店主
- 塚地武雅：銭湯の男
- 宮川一朗太：弁当屋のオジちゃん
- 鈴木京香：都せんべい女主人
- 仲村トオル：居酒屋の主人
- 笹野高史：床屋の主人
- 内海桂子：秋枝婆さん
- 三田佳子：斉藤女会長

## 製作
2011年12月の森田芳光監督の急逝を経て4年、森田組のスタッフ・キャストが再集結し『の・ようなもの』の35年後を描く本作が制作された。
主演の志ん田役には、森田芳光監督の遺作『僕達急行 A列車で行こう』の松山ケンイチ。志ん田を振り回しながらも優しく見守るヒロインの夕美に『間宮兄弟』の北川景子。前作と同じ役で伊藤克信、尾藤イサオ、でんでんらも顔を揃えている。また、森田作品ゆかりのキャストが前作には全く関係ない役どころで姿をあらわしている。
監督は『の・ようなもの』以降、森田作品を助監督として支え続けた杉山泰一が本作で映画監督デビュー。脚本は、やはり森田作品の助監督を経て、前年『ショートホープ』で監督デビューを飾った堀口正樹によるもの。
作中、志ん魚が作ったとされる新作落語『出目金』は、古今亭志ん八（現・古今亭志ん五（2代目））が、この映画のために作ったもの。
『の・ようなもの』で志ん米の師匠・出船亭志ん扇を演じたのは入船亭扇橋で『の・ようなもの のようなもの』では写真（遺影）での登場を考えていたが、撮影当時扇橋は入院中で、シャレで済まなくなると考え登場を断念した（扇橋死去は2015年、映画公開は2016年）。
- 監督：杉山泰一
- 脚本：堀口正樹
- 音楽：大島ミチル
- 主題歌：「シー・ユー・アゲイン雰囲気」尾藤イサオ／作詞：タリモ 作曲：濱田金吾（ユニバーサル ミュージック）
- 製作総指揮：大角正
- 製作代表：高橋敏弘、佐野真之、安田猛、矢内廣
- プロデューサー：三沢和子、池田史嗣、古郡真也
- キャスティングプロデューサー：杉野剛
- アソシエイトプロデューサー：竹内伸治
- ラインプロデューサー：橋本靖
- 撮影：沖村志宏
- 美術：小澤秀高
- 照明：岡田佳樹
- 録音：高野泰雄
- 編集：川島章正
- 衣装：宮本まさ江
- スクリプター：森永恭子
- 音響効果：伊藤進一
- 落語指導：古今亭志ん丸
- 助監督：増田伸弥
- 制作担当：福井一夫
- 製作委員会メンバー：松竹、アスミック・エース、KADOKAWA、ぴあ
- 企画協力：ニューズ・コーポレイション
- 制作プロダクション：FILM
- 配給：松竹